# Bully-les-Mines
 Bully-les-Mines  es una población y comuna francesa, situada en la región de Norte-Paso de Calais, departamento de Paso de Calais, en el distrito de Lens y cantón de Bully-les-Mines.

## Demografía
| 410                       | 380 | 431 | 447 | 495 | 469 | 428 | 430 | 453 | 896 | 1 448 | 1 727 | 2 040 | 2 529 | 2 797 | 3 072 | 3 827 | 3 947 | 4 722 | 5 851 | 6 671 | 7 551 | 9 280 | 9 597 | 9 259 | 10 500 | 13 138 | 14 | 14 052 | 12 236 | 12 533 | 12 577 | 12 045 | 12 061 |
| (Fuente: INSEE y Cassini) |     |     |     |     |     |     |     |     |     |       |       |       |       |       |       |       |       |       |       |       |       |       |       |       |        |        |    |        |        |        |        |        |        |